# Joe King
Joe King (ur. 25 maja 1980) – amerykański gitarzysta, okazjonalnie wokalista, współzałożyciel piano rockowej grupy The Fray.
Podczas nauki pracował w warsztacie samochodowym. Był członkiem grup Spruce i Fancy's Show Box. W 2002 wraz ze szkolnym przyjacielem Issakiem Slade'em założył zespół The Fray. Współautor wszystkich piosenek z debiutanckiego albumu The Fray How to Save a Life z wyjątkiem "Hundred". Główny wokalista w utworze "Heaven Forbid", który napisał dla swojej siostry. Jego śpiew można również usłyszeć w piosenkach "Uncertainty", "Dixie" i "Fail", które prawdopodobnie ukażą się na nowym albumie zespołu.
Z pierwszego małżeństwa z Julią, z zawodu pielęgniarką, urodziły się dwie córki: Elisa i Ava. Po uzyskaniu rozwodu w 2014 wziął ślub z aktorką Candice Accolą.